# Reifferscheid (Hellenthal)
Reifferscheid is een plaats in de Duitse gemeente Hellenthal, deelstaat Noordrijn-Westfalen, en telt 695 inwoners (2006).